# 앨런 워시본드
앨버트 M. 워시본드(영어: Albert M. Al Washbond , 1899년 10월 14일 ~ 1965년 7월 30일)은 킨에서 태어난 미국의 봅슬레이 선수이었다. 1936년 동계 올림픽 봅슬레이 경기의 세부 종목인 남자 2인승에서, 아이번 브라운과 함께해 총 5:29.29의 기록으로 1위를 했다. 그의 아들인, 웨이트맨 워시본드는 1948년과 1952년 동계 올림픽의 봅슬레이 종목에 참가했다.